# Marie-Ève Gahié

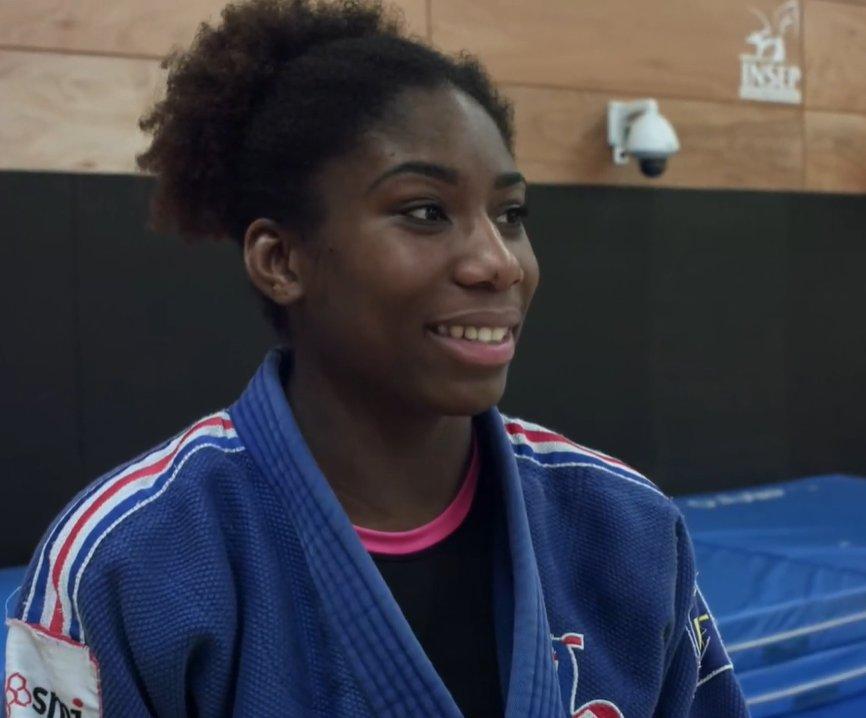
Marie-Ève Gahié, 2017

Marie-Ève Gahié (* 27. November 1996 in Paris) ist eine französische Judoka. Sie gewann 2019 den Weltmeistertitel im Mittelgewicht, nachdem sie im Jahr zuvor Weltmeisterschaftszweite gewesen war. 2022 und 2023 wurde sie Europameisterin. 2024 wurde sie Olympiasiegerin mit dem Mixed-Team.

## Sportliche Karriere
Marie-Ève Gahié kämpft im Mittelgewicht, der Gewichtsklasse bis 70 Kilogramm. 2012 war sie Dritte der U17-Europameisterschaften. 2013 siegte sie sowohl bei den U18-Europameisterschaften als auch bei den U18-Weltmeisterschaften. 2014 belegte sie den dritten Platz bei den U21-Weltmeisterschaften. 2015 schied sie in der ersten Runde der im Rahmen der Europaspiele 2015 ausgetragenen Europameisterschaften gegen die Ungarin Anett Mészáros aus.
Im Herbst 2016 siegte Gahié zunächst bei den Junioreneuropameisterschaften. Danach gewann sie in Abu Dhabi ihr erstes Grand-Slam-Turnier. Schließlich erkämpfte sie ihren einzigen französischen Meistertitel. Bei den Europameisterschaften 2017 in Warschau bezwang sie im Viertelfinale die Schwedin Anna Bernholm, im Halbfinale verlor sie gegen Sanne Van Dijke aus den Niederlanden. Mit einem Sieg über die Polin Katarzyna Kłys sicherte sich Gahié eine Bronzemedaille. Bei den Weltmeisterschaften 2017 in Budapest unterlag sie im Viertelfinale María Pérez aus Puerto Rico, den Kampf um Bronze verlor sie gegen die Kolumbianerin Yuri Alvear. 2018 schied Gahié bei den Europameisterschaften in Tel Aviv in ihrem ersten Kampf gegen Michaela Polleres aus Österreich aus. Bei den Weltmeisterschaften 2018 in Baku gewann sie das Viertelfinale gegen die Britin Sally Conway und das Halbfinale gegen Assmaa Niang aus Marokko. Im Finale unterlag sie der Japanerin Chizuru Arai. Ende 2018 wurde Gahié in Rio de Janeiro Militärweltmeisterin.
2019 gewann sie das Grand-Slam-Turnier in Jekaterinburg. Die Europameisterschaften 2019 wurden im Rahmen der Europaspiele 2019 in Minsk ausgetragen. Gahié unterlag im Halbfinale Sanne Van Dijke und im Kampf um Bronze Anna Bernholm. Zwei Monate später bei den Weltmeisterschaften 2019 in Tokio bezwang sie im Viertelfinale María Pérez und im Halbfinale Sally Conway. Durch ihren Finalsieg über die Portugiesin Barbara Timo gewann Marie-Ève Gahié die Goldmedaille. 2020 bei den Europameisterschaften in Prag unterlag sie im Halbfinale Sanne Van Dijke, den Kampf um Bronze gewann sie gegen die Deutsche Miriam Butkereit.
Im April 2022 siegte Gahié beim Grand Slam in Antalya mit einem Finalerfolg über die Österreicherin Bernadette Graf. Drei Wochen später bei den Europameisterschaften in Sofia bezwang sie im Halbfinale Hilde Jager aus den Niederlanden und im Finale die zweite Niederländerin Sanne Van Dijke. Im Jahr darauf bei den Europameisterschaften 2023 in Montpellier besiegte sie im Halbfinale die Griechin Elisavet Teltsidou und im Finale die Russin Madina Taimasowa. Im Mai 2024 bei den Weltmeisterschaften in Abu Dhabi traf Gahié im Finale auf ihre Landsfrau Margaux Pinot und verlor. Bei den Olympischen Spielen 2024 in Paris unterlag Gahié im Viertelfinale der Österreicherin Michaela Polleres und wurde Siebte. Im Mixed-Team-Wettbewerb gewann die französische Equipe im Finale gegen die japanische Mannschaft. Gahié gewann ihre Kämpfe im Achtel- und Halbfinale, im Finale kämpfte Clarisse Agbegnenou und glich in der Klasse bis 70 Kilogramm für Frankreich zum 3:3 aus, bevor Teddy Riner das Finale entschied. Für ihren Olympiasieg wurde Gahié als Ritter in die Ehrenlegion aufgenommen.